# Gihon Flumen
Il Gihon Flumen è una struttura geologica della superficie di Titano.